# Jaime Penedo
Jaime Manuel Penedo Cano (* 26. září 1981) je bývalý panamský profesionální fotbalista, který hrál jako brankář za různé týmy, jako jsou: Osasuna B, CSD Municipal, LA Galaxy, Deportivo Saprissa a Dinamo Bukurešť, ale také za panamský národní tým, kde byl brankářem prvního týmu, který kdy hrál na Mistrovství světa ve fotbale. Penedo oznámil svůj odchod do hráčského důchodu 24. ledna 2019.

## Klubová kariéra
Penedo začal svou kariéru v Estudiantes de Panamá FC a v roce 2000 debutoval v prvním týmu. V Panamě hrál také za Plaza Amador a Árabe Unido. Ve své první sezóně v Árabe Unido pomohl klubu k titulům apertura a clausura. V létě 2005 málem přestoupil do italského klubu Cagliari Calcio, ale nakonec nebyl klubem schválen kvůli problémům s lékařskými prohlídkami. V následující sezóně se přestěhoval do Španělska, kde hrál za Osasunu B v Segunda División B. Po jedné sezóně ve Španělsku se Penedo vrátil do Střední Ameriky a podepsal smlouvu v Guatemale za Municipalem. Během svého působení v Municipalu Penedo získal čtyři ligové tituly.
Dne 5. srpna 2013 podepsal brankář, budoucí držitel bronzové medaile ze Zlatého poháru CONCACAF 2015, smlouvu s LA Galaxy. Svůj debut v dresu Galaxy si odbyl 7. srpna 2013 v přátelském utkání proti AC Milán v úvodním ročníku International Champions Cupu. Penedo a LA Galaxy ukončili jeho smlouvu a rozešli se 29. července 2015.

## Reprezentační kariéra
Penedo debutoval za Panamu v červnu 2003 jako náhradník za Francisca Portilla při výhře 1:0 nad Kubou. K 11. červenci 2015 odehrál celkem 122 zápasů, včetně neoficiálního zápasu proti Mexiku v roce 2007. Svou zemi reprezentoval ve 26 kvalifikačních zápasech na Mistrovství světa ve fotbale a byl členem panamského týmu na Zlatém poháru CONCACAF 2005 a 2013, kdy Panama na obou turnajích skončila druhá. Na obou šampionátech také získal Zlatou rukavici pro nejlepšího brankáře turnaje.
V roce 2018 byl jmenován do 23členného týmu Panamy pro Mistrovství světa ve fotbale 2018 v Rusku. Nastoupil ve všech třech zápasech Panamy. Po vypadnutí z turnaje oznámil Penedo konec reprezentační kariéry.

## Osobní život
Penedo se zasnoubil s Angie Malca v srpnu 2013 a vzali se v kostele v lednu 2015. Mají spolu syna Jaimeho Matíase.

## Statistiky

### Reprezentační
Platí k zápasu hranému 28. června 2018.
| Panama  | Panama | Panama |
| Rok     | Zápasy | Góly   |
| ------- | ------ | ------ |
| 2003    | 1      | 0      |
| 2004    | 6      | 0      |
| 2005    | 15     | 0      |
| 2006    | 0      | 0      |
| 2007    | 10     | 0      |
| 2008    | 5      | 0      |
| 2009    | 9      | 0      |
| 2010    | 4      | 0      |
| 2011    | 15     | 0      |
| 2012    | 10     | 0      |
| 2013    | 15     | 0      |
| 2014    | 3      | 0      |
| 2015    | 13     | 0      |
| 2016    | 11     | 0      |
| 2017    | 7      | 0      |
| 2018    | 6      | 0      |
| Celkově | 130    | 0      |

## Úspěchy
LA Galaxy
- Major League Soccer: 2014

Dinamo Bukurešť
- Cupa Ligii: 2016/17

CSD Municipal
- Liga Nacional de Fútbol de Guatemala: Clausura 2008, Apertura 2009, Clausura 2010, Apertura 2011

Panama
- Zlatý pohár CONCACAF: poražený finalista: 2005, 2013

Individual
- Zlatá rukavice na Zlatém poháru CONCACAF: 2005, 2013

- Nejlepší jedenáctka Zlatého poháru CONCACAF: 2005

- Nejlepší brankář Liga I: 2017/18 (spolu s Albertem Cobreou & Giedriem Arlauskisem)